# Logis du gouverneur de Savoie
Le logis du gouverneur de Savoie, aussi appelé « la Maison des Seigneurs », est une maison située en France sur la commune de Pont-de-Veyle, dans le département de l'Ain en région Auvergne-Rhône-Alpes.
L'édifice, construit au XVIe siècle et plus précisément en 1520, se situe à l'intersection entre la place du Marché et la Grande-Rue de Pont-de-Veyle.
Il fait en outre l’objet d'une inscription au titre des monuments historiques depuis le 20 mai 1938.

## Présentation
La maison est située dans le département français de l'Ain, sur la commune de Pont-de-Veyle. L'édifice est inscrit au titre des monuments historiques en 1938.